# Constitución del estado Vargas
La constitución del estado Vargas es la ley fundamental vigente en Vargas, fue aprobada por el Consejo Legislativo del estado Vargas, con el voto mayoritario de las fuerzas políticas mayoritarias pertenecientes al Movimiento Quinta República. Se sancionó el 23 de agosto de 2001, entrando en vigor el 30 de agosto de 2001, cuando fue publicada en Gaceta Oficial del estado Vargas. Esta Constitución deroga la dictada 18 de mayo de 1999 por la extinta Asamblea Legislativa estadal.

## Características
La Constitución del estado Vargas, fue aprobada conforme a los lineamientos sobre el Poder Público Estadal establecidos en la Constitución de Venezuela de 1999. En general sus características son las siguientes:
- Establece al estado Vargas como una entidad político-territorial de Venezuela.
- Ratifica los deberes y derechos de los ciudadanos que habitan en estado Vargas.
- Se le da característica un estado federal democrático social de derecho y justicia.
- Determina la descentralización estadal hacia los Municipios y comunidades organizadas.
- La división política se divide en municipios y establece la organización de las parroquias
- Establece que el poder público estadal está compuesto por poderes independientes entre sí: Legislativo y Ejecutivo.
- Ratifica los referendos revocatorios para todos los cargos de elección popular estadal a mitad de su periodo constitucional.
- Establece la organización y funcionamiento del Poder Legislativo estadal, la Contraloría estadal y la Procuraduría del estado.
- Prevé las funciones del y la forma de elección del gobernador y sus atribuciones, faltas absolutas y temporales.
- Establece todo lo relativo a la hacienda pública estadal.
- La iniciativa de reforma puede ser por acuerdo mayoría de los Diputados estadales, por el gobernador y par la solicitud de 15% de los electores y la iniciativa de enmienda con el voto de 30% de los diputados, a solicitud del gobernador y por el 15% de los electores de Vargas.

## Composición
Se compone de un preámbulo, 116 artículos divididos en 11 Títulos, 5 disposiciones transitorias, 1 derogatoria y 1 disposición final.